# اوتائا
اوتائا (به اسپانیایی: Othaña) یک کوه در پرو است که در Peru, Cusco Region واقع شده‌است. اوتائا ۵٬۲۰۰ متر بالاتر از سطح دریا واقع شده‌است.